# دولنو کاپینووو
دولنو کاپینووو (به بلغاری: Dolno Kapinovo) یک منطقهٔ مسکونی در بلغارستان است که در شهرستان کیرکوفو واقع شده‌است.